# Кеффорд, Эйс
Кристофер Джон «Эйс» Кеффорд (англ. Christopher John "Ace" Kefford; род. 10 декабря 1946) — английский бас-гитарист. Был одним из основателей группы The Move в октябре 1965 года вместе с Тревором Бартоном после встречи с Дэвидом Боуи в бирмингемском клубе Cedar, после выступления группы Боуи Davy Jones and the Lower Third. Дуэт пригласил Роя Вуда, затем Карла Уэйна и Бив Бевэна присоединиться к классическому составу Move.
Кеффорд покинул The Move в середине 1968 года после периода интенсивных выступлений и экспериментов с ЛСД, а также нервного срыва после группового тура с The Jimi Hendrix Experience и Pink Floyd, который принял форму панической атаки.
Уэйн считал, что началом заката The Move стал уход Кеффорда, поскольку это поставило гитариста Тревора Бартона в уязвимое положение, когда ему пришлось играть на нескольких инструментах, и группа вполне могла бы сохраниться, если бы наняла клавишника на место Кеффорда. Вуд вспоминал о Кеффорде: «С того самого дня, как мы образовались, никто из нас с ним не ладил. Он был очень странным человеком. Он был очень агрессивным, и Эйс с Тревором [Бартоном] постоянно ссорились.»
После ухода из The Move Кеффорд начал работу над сольным альбомом с продюсером Тони Висконти на студиях Olympic и Trident в Лондоне. Было записано восемь песен, включая кавер-версию песни Simon & Garfunkel «Save the Life of My Child» с участием Джимми Пейджа на гитаре. Однако во время работы над проектом у Кеффорда случился срыв, и он ушел из группы, а альбом оставался неизданным до 2003 года (под названием Ace The Face, Sanctuary Records). В 1968 году Кеффорд сформировал группу The Ace Kefford Stand, в которую вошли гитарист Дэйв Болл, басист Денни Болл и барабанщик Кози Пауэлл.
Последующая жизнь Кеффорда была связана с алкоголем, наркотиками, попытками самоубийства и пребыванием в психиатрических клиниках.

## Дискография

### The Move
- «Night of Fear[англ.]» / «Disturbance», Deram (1966)
- «I Can Hear the Grass Grow[англ.]» / «Wave the Flag & Stop the Train», Deram (1967)
- «Flowers in the Rain[англ.]» / «(Here We Go Round) the Lemon Tree», Regal Zonophone (1967)
- «Fire Brigade[англ.]» / «Walk Upon the Water», Regal Zonophone (1968)
- Move, Regal Zonophone (1968)
- Something Else from The Move[англ.], Regal Zonophone (1968)

### The Ace Kefford Stand
- «For Your Love» / «Gravy Booby Jam», Atlantic Records (1969)

### Сольно
- «This World’s An Apple» / «Gravy Booby Jam», Atlantic (1969, наряду с Big Bertha)
- Ace The Face, Castle Music Records (2003)